# Conor McGregor
Conor Anthony McGregor (Dublín, 14 de julio de 1988) es un, artista marcial mixto, actor y empresario irlandés. En su carrera ha competido en las categorías de peso pluma, peso ligero y peso wélter de Ultimate Fighting Championship (UFC), donde ha sido Campeón Mundial de Peso Pluma de UFC y Campeón Mundial de Peso Ligero de UFC, siendo el primer doble campeón simultáneo de la historia de la promotora.
Está considerado como el deportista irlandés más grande de la historia y uno de los mejores peleadores en la historia de las artes marciales mixtas, fue el primer luchador de la historia en ser doble campeón simultáneo de UFC al ganar los títulos de peso ligero y peso pluma, así como el único en lograrlo para dos organizaciones distintas, pues antes había ostentado simultáneamente dos títulos en la promotora de Cage Warriors en esas mismas categorías.
McGregor es la mayor atracción de pago por visión (PPV) en la historia de las artes marciales mixtas (MMA), habiendo encabezado los cinco eventos de PPV más vendidos de UFC. Su pelea con Khabib Nurmagomedov en UFC 229 atrajo 2,4 millones de compras de PPV, la mayor cantidad jamás registrada para un evento de MMA. Su debut en el boxeo profesional, durante el cual fue derrotado por Floyd Mayweather Jr., atrajo más de 5,3 millones de compras en Estados Unidos y el Reino Unido. Se le acredita con la popularización de las artes marciales mixtas y de UFC en todo el mundo.
McGregor fue clasificado como el atleta mejor pagado del mundo por Forbes en 2021, con un ingreso reportado de $180 millones. También apareció en la lista en 2018, cuando fue clasificado en cuarto lugar, con un ingreso reportado de $99 millones.
Desde abril de 2024, Conor McGregor, mediante su empresa McGregor Sports & Entertainment, se convirtió en copropietario minoritario de Bare Knuckle Fighting Championship (BKFC).
En marzo de 2025 anunció su intención de presentarse como candidato independiente a las elecciones presidenciales de Irlanda de 2025, y ha expresado opiniones calificadas de antiinmigración, extrema derecha y nacional populistas.

## Primeros años
Conor Anthony McGregor nació el 14 de julio de 1988 en Crumlin (Dublín), hijo de Tony y Margaret McGregor. Se crio en Crumlin, donde asistió a un Gaelscoil y Gaelcholáiste a nivel de primaria y secundaria, lugar en el que además desarrolló su pasión por el deporte, especialmente por el fútbol. En su niñez jugó para el Lourdes Celtic Football Club. A los 12 años, comenzó a practicar boxeo en el Crumlin Boxing Club.
En 2006, Conor se mudó con su familia a Lucan (Dublín), donde cursó la educación secundaria en el Gaelcholáiste Colaiste Cois Life, etapa en la que también obtuvo conocimientos sobre fontanería. Ya en Lucan, Conor McGregor conoció al futuro peleador de UFC Tom Egan, y empezaron a entrenar artes marciales mixtas juntos.

## Carrera como artista marcial mixto

### Amateur
El 7 de febrero de 2007, con 18 años, McGregor hizo su debut amateur en las artes marciales mixtas contra Kieran Campbell para la promotora Irish Ring of Truth en Dublín. Ganó por nocaut técnico (TKO) en la primera ronda. Más tarde esa misma noche se convirtió en profesional al firmar con la promotora Irish Cage of Truth. En 2008  empezó a entrenar en el Straight Blast Gym (SBG) en Dublín bajo la supervisión de John Kavanagh.

### Comienzos en el profesionalismo (2008-2013)
El 9 de marzo de 2008, McGregor tuvo su primera pelea profesional, como peso ligero, derrotó a Gary Morris por nocaut técnico en la segunda ronda. Después de su segunda victoria contra Mo Taylor, hizo su debut en el peso pluma perdiendo por sumisión contra Artemij Sitenkov. Luego de una victoria en el peso pluma frente a Stephen Bailey. McGregor contempló una trayectoria profesional diferente antes de que su madre contactara a su entrenador John Kavanagh y lo revitalizara para continuar con las artes marciales mixtas.
McGregor ganó su siguiente pelea, también en el peso pluma contra Connor Dillon, antes de volver al peso ligero para enfrentar a Joseph Duffy, donde obtuvo su segunda derrota como profesional. Después de esto, durante 2011 y 2012, McGregor consiguió una racha consecutiva de ocho victorias, durante ese periodo ganó los campeonatos de peso pluma y peso ligero de CWFC, lo que lo convirtió en el primer peleador profesional de artes marciales mixtas en tener dos títulos de diferentes divisiones de peso simultáneamente. En febrero de 2013, el presidente de UFC Dana White hizo un viaje a Dublín (Irlanda) para recibir una medalla de oro del Patronato Honorario de Trinity College y fue inundado con solicitudes para que UFC fichara a McGregor. Después de conocer a Conor y tener una charla con el gerente general de UFC Lorenzo Fertitta, White le ofreció un contrato a McGregor varios días después.

### (Ultimate Fighting Championship) (2013)
En febrero de 2013, la UFC anuncia que Conor McGregor pasa a formar parte de su plantilla de luchadores al firmar el contrato vinculante. Es el segundo luchador irlandés en entrar en la UFC. El primero fue su compañero de entrenamiento Tom Egan.
McGregor debuta en la UFC contra Marcus Brimage el 6 de abril de 2013 durante el evento UFC on Fuel TV 9. Conor acaba ganando la pelea de manera brillante en el primer asalto por KO técnico, consiguiendo además el premio al KO de la Noche.
El 17 de agosto de 2013, Conor se enfrenta a Max Holloway en el evento UFC Fight Night 26. McGregor gana el combate por decisión unánime. Una resonancia magnética posterior reveló que McGregor se había desgarrado el ligamento anterior cruzado durante el combate contra Holloway, lesión que requería cirugía, manteniéndole así fuera de acción durante un periodo de diez meses.

### 2014
En su tercer combate en la UFC, Conor se enfrenta al brasileño Diego Brandão el 19 de julio de 2014 en el combate estelar de la velada del evento UFC Fight Night 46. McGregor gana la pelea por KO técnico en la primera ronda, dominando claramente el combate y obteniendo el premio a la Actuación de la Noche.
Antes de su próxima pelea, McGregor se reunió con Lorenzo Fertitta y firmó un nuevo contrato de múltiples peleas con UFC. McGregor se enfrentó a Dustin Poirier el 27 de septiembre de 2014 en UFC 178. A pesar de que McGregor conectó sólo 9 golpes significativos frente a los 10 de Poirier, logró asegurar una victoria al principio del primer asalto, presionando a Poirier sobre su pie trasero, antes de explotar con un gancho de izquierda detrás de la oreja de Poirier, obligando al árbitro Herb Dean a intervenir para poner fin a la pelea. El final llegó oficialmente al minuto 1:46 de la primera ronda.  Esto marcó la primera derrota de Poirier en UFC por KO/TKO, y le valió a McGregor su segundo premio consecutivo "Actuación de la noche".

### 2015

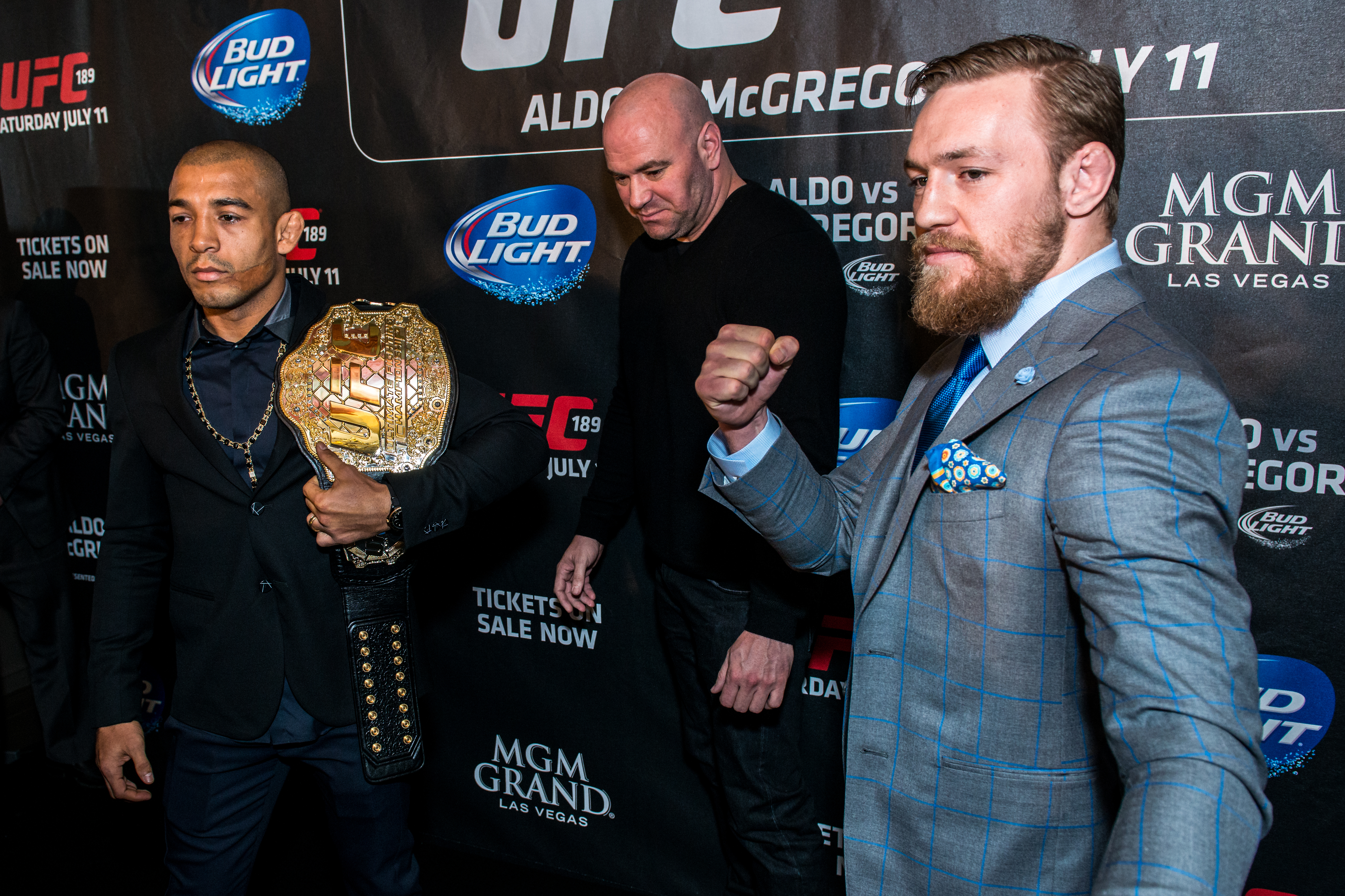
McGregor (derecha), Dana White (medio) y José Aldo (izquierda) en Londres como parte de la Gira Mundial promocionando UFC 189 en marzo de 2015

Posteriormente Conor se enfrenta a Dennis Siver en el combate estelar el 18 de enero de 2015, durante el evento UFC Fight Night 59. McGregor vuelve a ofrecer un espectáculo y una demostración de auténtico talento y superioridad ante un luchador del TOP 10. El árbitro paró la pelea en el segundo asalto, ganando así otro combate por la vía del KO técnico. Conor vuelve a obtener el premio a la Actuación de la Noche. Días antes del evento, Dana White anunció que si McGregor lograba vencer a Siver stalone, se habría ganado la oportunidad de luchar por el campeonato de peso pluma, cinturón que por aquel entonces ostentaba el brasileño José Aldo, campeón que no había perdido ninguna pelea por más de 10 años.
La pelea contra Aldo se anunció el 30 de enero de 2015 para el UFC 189 , y tanto McGregor como Aldo se embarcaron en una gira mundial de 12 días, durante la cual se visitaron ocho ciudades en cinco países, incluido el país natal de Aldo, Brasil, y la ciudad natal de McGregor, Dublín. La gira comenzó en Río de Janeiro el 20 de marzo y terminó en Dublín el 31 de marzo. Sin embargo, el 23 de junio, se informó que Aldo había sufrido una fractura de costilla y se había retirado de la pelea como consecuencia. McGregor permaneció en la cartelera y fue reprogramado para enfrentar a Chad Mendes por el Campeonato Interino de Peso Pluma .
El 11 de julio de 2015, McGregor se enfrenta a Chad Mendes en el evento PPV UFC 189 por el campeonato interino de peso pluma. McGregor sufre durante el combate debido a la capacidad para la lucha de suelo de Mendes, pero acaba ganando una vez más por KO técnico en el segundo asalto, conquistando así el campeonato interino y el premio a la Actuación de la Noche.

#### Campeonato de peso pluma
Conor McGregor tiene su primer combate por un título de la UFC. La pelea contra el brasileño José Aldo por la unificación del cinturón del peso pluma es programada como acto estelar del evento UFC 194. McGregor deja en shock al mundo al finalizar a su oponente de un solo puñetazo a los 13 segundos, conquistando así el campeonato y el premio a la Actuación de la Noche, además de quedar grabado en los libros de historia como el combate por cinturón más rápido en la historia de la UFC.

### 2016

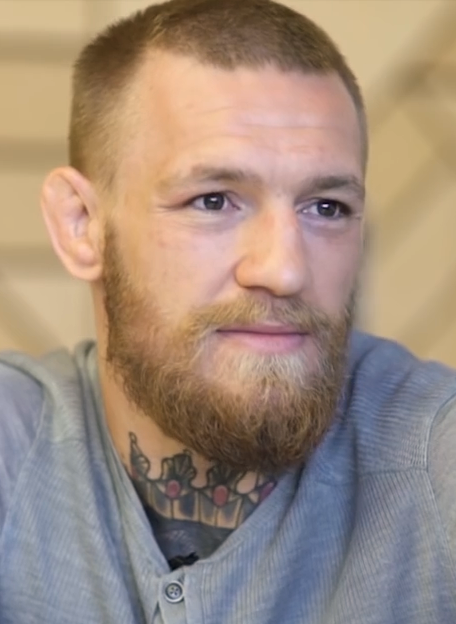
McGregor en 2016

El 5 de marzo de 2016, McGregor lucha contra Nate Diaz en el evento UFC 196, siendo este el debut de McGregor en la categoría de peso wélter debido a la lesión días antes del combate del que iba a ser su rival en primer lugar, el brasileño Rafael Dos Anjos. McGregor pierde su primer combate en la UFC, siendo derrotado por sumisión en el segundo asalto. Tras el evento, ambos luchadores obtienen el reconocimiento al Combate de la Noche.
La revancha contra Nate Díaz es programada para el 9 de julio, fecha que corresponde al evento UFC 200. Sin embargo, el 19 de abril, la UFC anuncia que Conor es sancionado y retirado del evento después de no cumplir con las compromisos mediáticos relacionados con el combate. Finalmente la revancha entre McGregor y Díaz quedó pactada y tuvo lugar al mes siguiente como acto principal del evento UFC 202. McGregor gana la revancha por decisión mayoritaria. El combate fue nuevamente galardonado con el premio al Combate de la Noche. El evento superó el récord del evento UFC 100 en cuanto al número de abonados por PPV, llegando a la cifra de 1 650 000.

#### Campeón de dos divisiones
El 27 de septiembre, se anunció oficialmente que la próxima pelea de McGregor sería contra Eddie Alvarez por el Campeonato de Peso Ligero de UFC el 12 de noviembre en UFC 205. Después de derribar a Álvarez varias veces durante el primer asalto, McGregor conectó una combinación de múltiples golpes para detener a su oponente por nocaut técnico en el segundo asalto. Este resultado marcó la primera vez que un competidor obtuvo campeonatos de UFC en dos categorías de peso diferentes, y también repitió la hazaña de McGregor durante su carrera en Cage Warriors. Esta victoria le valió la " Actuación de la noche ", y es ampliamente considerada una de las mejores actuaciones de McGregor dentro del octágono.

#### Despojo del campeonato de peso pluma
El 26 de noviembre, debido a su inactividad en la división, se anunció inicialmente que McGregor había dejado vacante el Campeonato de Peso Pluma, promoviendo así a José Aldo a campeón indiscutible. El entrenador de McGregor, sin embargo, confirmó otros informes que afirmaban que McGregor en realidad había sido despojado del título.

### 2018
El 3 de agosto de 2018, se anunció el regreso de McGregor a la UFC y se confirmó que enfrentaría al ruso Khabib Nurmagomedov en busca de recuperar el título de peso ligero. La pelea tuvo lugar en el T-Mobile de Las Vegas el 6 de octubre del mismo año. Tras dos años sin pisar el octágono de la UFC, no fue capaz de enfrentarse en igualdad de condiciones contra el ruso, la pelea duro cuatro asaltos terminando con Khabib sometiendo a McGregor con una llave de cuello.

#### Polémica tras el combate
Instantes después de que McGregor se rindiera, Nurmagomedov respondió a los insultos y las provocaciones recibidas por uno de los miembros del grupo de McGregor desde la gradería, saltando el ruso de la jaula evadiendo a la seguridad e iniciando una acalorada y accidentada reyerta.

### 2019
El 26 de marzo de 2019 anunció su retiro oficial del deporte por medio de Twitter. Sin embargo, Dana White vio este anuncio como una estratagema para asegurar una participación en la propiedad de la empresa, con White sugiriendo más tarde que su retiro no duraría y que había estado en contacto regular con él, afirmando que pelearía nuevamente en el futuro. McGregor había tuiteado anteriormente que quería una revancha con Khabib Nurmagomedov y que lo vería en el octágono.

### 2020
Después de un año largo alejado del octágono, McGregor volvió para enfrentar a Donald Cerrone en un combate de peso wélter en UFC 246 el 18 de enero de 2020. Ganó la pelea vía nocaut a los 40 segundos de la primera ronda. Esta victoria convirtió a McGregor en el único peleador en noquear a sus oponentes en las divisiones de peso pluma, peso ligero y peso wélter.

### 2021
A pesar de las conversaciones sobre el retiro, McGregor fue reservado para enfrentar al ex retador al Campeonato de Peso Ligero de UFC Dustin Poirier en una revancha de su pelea de 2014 en UFC 257 el 24 de enero de 2021. Perdió la pelea por nocaut técnico en el segundo asalto, marcando el primero. derrota por nocaut en su carrera. McGregor recibió más tarde una suspensión médica de 6 meses después del nocaut.
McGregor se enfrentó a Dustin Poirier por tercera vez el 10 de julio de 2021 en UFC 264. McGregor perdió la pelea por nocaut técnico en el primer asalto después de que el médico del ring detuviera la pelea. McGregor tenía una tibia rota , lo que le impidió continuar.

### 2023-2024
Después del descanso por su lesión en la pierna, McGregor entrenó a The Ultimate Fighter 31 por segunda vez contra Michael Chandler. El par estaban programados para pelear en una pelea de peso welter en UFC 303 el 29 de junio de 2024. Sin embargo, el 13 de junio de 2024, la UFC anunció oficialmente la cancelación de la pelea, debido a una lesión de McGregor (dedo roto).

## Carrera como boxeador

### Mayweather Jr vs. McGregor
Tras su éxito en la UFC, Conor McGregor deja caer en 2016 sus intenciones de participar en un combate de boxeo profesional contra el múltiple campeón mundial Floyd Mayweather Jr, para entonces retirado de la actividad deportiva. El presidente de la UFC, Dana White, desmintió en su momento cualquier rumor del posible combate, puesto que McGregor estaba bajo contrato con Zuffa, LLC, la compañía dueña de la UFC, haciendo "imposible" que se pueda programar el combate.
El 7 de marzo de 2017, Mayweather pide a McGregor «firmar el contrato» y «hacer que suceda», argumentando que «si Conor McGregor realmente quiere que este combate se lleve a cabo, tiene que dejar de vender humo a todo el mundo». Mayweather declara que solo un combate con McGregor le haría salir del retiro. El 16 de marzo de 2017, Dana White parece haber cambiado su opinión respecto a oficializar el combate y afirma que no privará a McGregor de la suculenta bolsa que generaría un combate entre una estrella de las MMA y otra del boxeo. Finalmente, el 18 de mayo de ese año, McGregor parece acceder a los términos establecidos por Mayweather y firma el contrato del combate, en el que estaría en juego el cinturón Money Belt, presentado por el Consejo Mundial de Boxeo (CMB). Pierde el combate por knockout técnico (TKO) en el décimo round de los 12 pactados, Mcgregor termina llevándose a su cuenta bancaria un total de 100 millones de dólares incluyendo ganancias extradeportivas de la pelea, una cifra que jamás podría alcanzar en el octágono de las artes marciales mixtas. Una semana después admite en su cuenta de Twitter que la pelea fue un "circo" y que se "burló" del mundo del boxeo: “El hombre del que todo el mundo del boxeo se burló, ha salido por la puerta grande del circo” escribió, añadiendo que él era “el orangután preso que obedeció las reglas del circo y se enriqueció a más no poder con ello”, levantando voces de protesta y de rechazo a sus declaraciones.

## Opiniones políticas

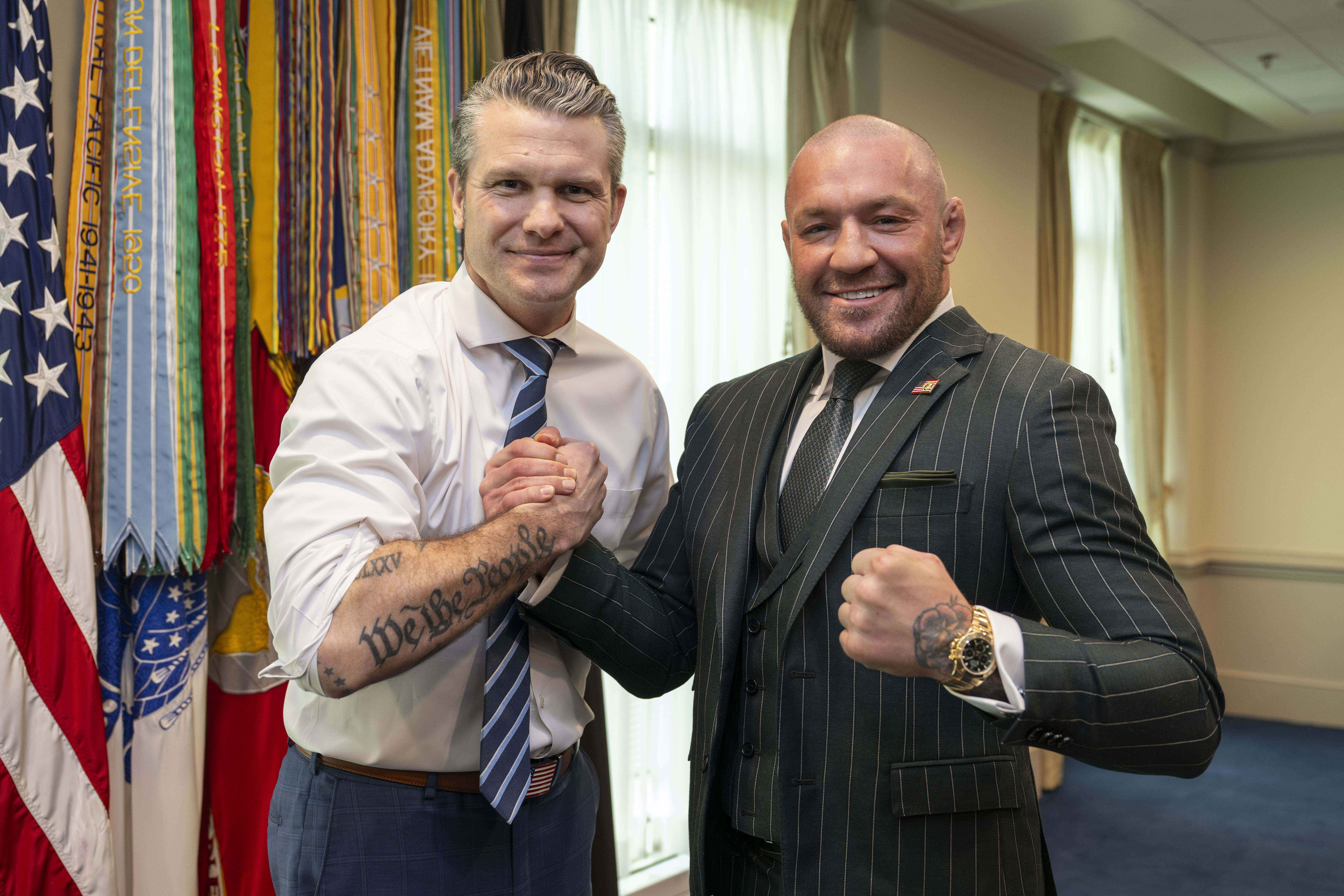
McGregor con el secretario de Defensa de los Estados Unidos Pete Hegseth en El Pentágono en marzo de 2025.

Las opiniones políticas de McGregor han sido categorizadas como de extrema derecha y como populistas. La oposición a la inmigración es su tema político más frecuente.

### Respuesta a los disturbios de Dublín de 2023
El 23 de noviembre de 2023, en respuesta al apuñalamiento de una mujer y tres niños en Dublín, McGregor realizó múltiples declaraciones antiinmigración, tuiteando que "Irlanda está en guerra". En respuesta a un tuit del líder de Britain First, Paul Golding, que instaba a McGregor a liderar una "marcha por la libertad", McGregor condenó los disturbios que siguieron a los apuñalamientos, pero tuiteó: "Ashling Murphy asesinado. Dos hombres de Sligo decapitados. ¡Este NO es el futuro de Irlanda! Si no actúan pronto con su plan de acción para garantizar la seguridad de Irlanda, yo lo haré". También pidió que el hombre que perpetró los apuñalamientos fuera "torturado y asesinado". El 28 de noviembre se informó que McGregor estaba siendo investigado como parte de una investigación criminal por incitación al odio, tras sus declaraciones en las redes sociales después de los apuñalamientos.

### Opiniones sobre la guerra de Gaza
El 26 de noviembre de 2023, McGregor criticó al entonces Taoiseach Leo Varadkar por sus opiniones sobre la inmigración y por no mencionar al grupo militar palestino Hamás cuando escribió sobre una rehén irlandesa liberada por el grupo, en el que la describió como "una niña inocente que estaba perdida".

### Candidatura presidencial de 2025 y visita a la Casa Blanca
En diciembre de 2023 se informó que McGregor estaba considerando postularse a la presidencia de Irlanda, a lo que Elon Musk publicó en X: "No es una mala idea". En cuanto a por qué se postularía, McGregor dijo: "Entre muchas otras cosas, la asignación de los fondos de nuestra nación ha sido nada menos que criminal y sin la más mínima consideración por la opinión pública... Nuestra gente se siente ignorada. Inaudita. Hasta, por supuesto, la época de las elecciones. Entonces empieza la discusión." Una encuesta realizada ese mes encontró que el 8% de las personas encuestadas votaría por McGregor para un cargo, mientras que el 89% dijo que no lo haría.
El 17 de marzo de 2025, McGregor visitó la Casa Blanca en Washington D. C. por invitación del presidente de los Estados Unidos Donald Trump, para un evento conmemorativo del Día de San Patricio. Durante la visita, McGregor afirmó que Irlanda estaba "a punto de perder su identidad irlandesa" debido a un "chantaje de inmigración ilegal". Sus comentarios fueron condenados por el Taoiseach Micheál Martin, quien afirmó que eran "erróneos" y que no reflejaban el espíritu del Día de San Patricio ni los valores del pueblo irlandés. El Tánaiste y ministro de Asuntos Exteriores, Simon Harris, se hizo eco de las declaraciones de Martin. El líder del Partido Socialdemócrata y Laborista (SDLP), Colum Eastwood, declaró: "Conor McGregor nunca ha sido elegido para ningún cargo; no representa al pueblo irlandés. De hecho, todos estamos bastante avergonzados de él". Matthew O'Toole, del SDLP, dijo que la reunión fue un "insulto a la isla de Irlanda" y "profundamente deprimente", y que McGregor era un "individuo atroz" e "inadmisible". Durante la visita, anunció su intención de presentarse como candidato independiente a las elecciones presidenciales de Irlanda de 2025.
La directora ejecutiva del Centro de Crisis por Violación de Dublín, Rachel Morrogh, dijo que la reunión entre McGregor y Trump fue impactante ya que un jurado había determinado recientemente que McGregor había cometido violación. La abogada de derechos humanos y exdirectora del Centro de Crisis por Violación, Noeline Blackwell, declaró: «Sin embargo, también me llamó la atención el enorme sentimiento de derecho que parece sentir el Sr. McGregor. Pensaba en Nikita Hand, con el veredicto de sus compañeros del jurado, que el Sr. McGregor era civilmente responsable de la agresión sexual que sufrió, y simplemente pensaba que esa es la realidad para muchísimas personas víctimas de abuso sexual: que incluso después de una sentencia judicial, incluso después de escuchar el nivel de daño que sufrió Nikita Hand, ella y otras como ella tienen que, de alguna manera, aceptar la realidad de que, en la comunidad, a veces el mensaje simplemente no llega a quienes, en el proceso, son declarados responsables por los tribunales». Refiriéndose a Trump y McGregor, la diputada Ruth Coppinger declaró en el Dáil Éireann que «dos violadores se conocieron en la Casa Blanca». Durante el encuentro, Trump describió a McGregor como «inspirador» y «fantástico».

## Delitos

### Infracciones de conducción
En noviembre de 2017, McGregor se declaró culpable de exceder el límite de velocidad en Rathcoole, Condado de Dublín. Fue multado con 400 €. En noviembre de 2018, se declaró culpable de exceso de velocidad en Kill, Condado de Kildare, y fue multado con 1,000 € y descalificado para conducir durante seis meses.
El 22 de marzo de 2022, McGregor fue arrestado en Dublín y acusado de seis delitos de conducción, incluyendo dos cargos de conducción peligrosa, conducir sin seguro, no tener licencia y no presentar sus documentos. Su coche fue incautado por la policía irlandesa. Fue liberado bajo fianza y su coche le fue devuelto. Estaba programado para comparecer ante el tribunal de distrito de Blanchardstown en abril de 2022 y, si era condenado, podría enfrentarse a una multa de hasta 5,000 €, seis meses de prisión, o ambos.
El 23 de junio de 2022, McGregor compareció en el Tribunal de Distrito de Blanchardstown en relación con los hechos del 22 de marzo de 2022.Fue liberado bajo fianza pendiente de "cargos adicionales" como parte de una acusación de conducción peligrosa. Aún no ha indicado una declaración de culpabilidad y el juez lo citó para comparecer el 8 de septiembre de 2022 para recibir instrucciones del Director de Procesos Públicos. El 8 de septiembre fue acusado de un cargo adicional de conducción negligente, sumándose a los seis cargos que ya enfrentaba por el incidente: dos cargos de conducción peligrosa, dos por supuestamente conducir sin licencia o seguro y dos por no presentar ni la licencia ni el seguro. El juicio estaba originalmente programado para comenzar en enero de 2023, pero después de que la defensa de McGregor argumentó ante el tribunal que no podía asistir al juicio debido a estar enfermo, el juez ordenó que el juicio comenzara el 31 de julio de 2024.

### Acusaciones de racismo
Antes de su pelea de 2015 con el luchador brasileño José Aldo, McGregor fue acusado de burlarse racialmente de Aldo.
En 2017, McGregor fue acusado de racismo tras burlarse del boxeador Floyd Mayweather Jr. antes de su combate de boxeo del 26 de agosto. McGregor le dijo: "¡Baila para mí, muchacho!" en un evento promocional en Los Ángeles, antes de instar al público a gritar obscenidades a Mayweather, su esposa e hijos. Mayweather declaró a la prensa en un encuentro con fanes en Londres: "Le faltó el respeto a las mujeres negras, los llamó monos y le faltó el respeto a mi hija de 13 años." McGregor respondió en una extensa publicación en Instagram: "Floyd Mayweather, no vuelvas a mencionar la raza en mi éxito. Soy irlandés. Mi pueblo ha sido oprimido toda mi existencia. Y todavía lo es mucho. Entiendo el sentimiento de prejuicio. Es un sentimiento que llevo en la sangre. En la larga historia bélica de mi familia, hubo una época en la que el simple apellido 'McGregor' se castigaba con la muerte. No vuelvas a ponerme en una situación como esta..."

### Incidente en Bellator 187
El 10 de noviembre de 2017, el compañero de equipo de McGregor, Charlie Ward hizo su debut en Bellator 187 contra John Redmond. Ward noqueó a Redmond en la primera ronda, luego de esto McGregor saltó dentro del octágono para celebrar la victoria de Ward mientras que la pelea aun no se había acabado oficialmente. McGregor fue separado por el árbitro Marc Goddard, pues Goddard necesitaba verificar si el nocaut había sido antes de que la campana sonara, y debía asegurar el bloqueo de la jaula para que el personal médico evaluara la salud del noqueado Redmond.
Un día después del incidente, el jefe de la comisión de Bellator 187, Mike Mazzulli, presidente del Departamento de Regulación Atlética de la Tribu Mohegan (MTDAR) y de la Asociación de Comisiones de Boxeo, emitió una declaración que decía que "la conducta de McGregor puso en peligro la salud y seguridad de los combatientes que estuvieron en la jaula durante el evento de Irlanda. Además, el señor McGregor asaltó al árbitro Mark Goddard y un miembro de Bellator".

### Ataque al bus en la previa de UFC 223
El 3 de abril de 2018, Khabib Nurmagomedov y Artem Lobov tuvieron un pequeño altercado, en el que Nurmagomedov acorraló a Lobov. Lobov es conocido por ser amigo cercano de McGregor. El 5 de abril durante la audiencia promocional para UFC 223, McGregor y otras 20 personas con credenciales de su equipo ingresaron al Barclays Center. Intentaron increpar a Nurmagomedov, quien estaba dejando la arena en un bus junto a otros peleadores de UFC 223, Rose Namajunas, Al Iaquinta, Karolina Kowalkiewicz, Ray Borg y Michael Chiesa. McGregor corrió a lo largo del autobús que se movía lentamente y luego pasó por delante de este para agarrar una carretilla de carga, que luego tiró a la ventanilla del autobús, antes de intentar tirar otros objetos. Chiesa y Borg resultaron heridos por los cristales rotos y enviados al hospital. Pronto fueron retirados de la cartelera por consejo de la Comisión Atlética del Estado de Nueva York (NYSAC) y del equipo médico de UFC. Lobov fue también retirado de su pelea por su papel en el incidente.
El presidente de UFC Dana White dijo que había una orden de arresto contra McGregor y el NYPD dijo que McGregor era una "persona de interés". McGregor y otros involucrados inicialmente huyeron del Barclays Center después del incidente. McGregor se entregó esa noche y fue acusado de tres cargos de agresión y un cargo de delito criminal. El 12 de abril de 2018, McGregor contrató al abogado Bruce Mafeo de Cozen O'Connor para que lo representara en el juicio. McGregor no se declaró culpable de cargo de conducta desordenada y se le ordenó realizar cinco días de servicio comunitario y asistir a clases de manejo de la ira. El 12 de septiembre de 2018, Chiesa anunció una demanda contra McGregor, diciendo que "experimentó dolor, sufrimiento y pérdida de disfrute de la vida" como resultado del ataque sufrido.

### Incidente en UFC 229
Después de la pelea en UFC 229 el 6 de octubre de 2018, Khabib Nurmagomedov saltó fuera del octágono y atacó al miembro de la esquina de McGregor, Dillon Danis. Después de eso, McGregor y Abubakar Nurmagomedov, primo de Khabib, también intentaron salir del octágono, pero se desató una pelea después de que McGregor golpeara a Abubakar, quien le devolvió el golpe. El pago de Nurmagomedov por la pelea fue retenido por la Comisión de Atlética del Estado de Nevada (NSAC) como resultado, en espera de una investigación sobre sus acciones. Nurmagomedov apareció en la entrevista posterior a la pelea y se disculpó ante el NSAC, y también dijo que "no se puede hablar de religión, no se puede hablar de nación. Chicos, no se puede hablar de estas cosas. Esto es muy importante para mí".
LA NSAC presentó una queja formal contra McGregor y Nurmagomedov y el 24 de octubre, la NSAC votó en una moción para aprobar la mitad del pago de dos millones de dólares a Nurmagomedov por la pelea. Tanto Nurmagomedov como McGregor recibieron prohibiciones indefinidas, al menos hasta la audiencia oficial, que tuvo lugar en diciembre de 2018. El 29 de enero de 2019, la NSAC anunció una suspensión de seis meses para McGregor (retroactivo al 6 de octubre de 2018) y una multa de 50 000 dólares. Estaría disponible para competir nuevamente el 6 de abril de 2019.

### Condena por agresión sexual en Dublín
En marzo de 2019, The New York Times informó que McGregor estaba siendo investigado por la Garda Síochána, tras acusaciones de agresión sexual a una mujer en un hotel de Dublín en diciembre de 2018. Una segunda acusación de agresión sexual se informó en octubre de 2019, respecto a una agresión a una mujer en un automóvil que supuestamente tuvo lugar a principios de ese mes.
En enero de 2021, después de que los fiscales declinaran procesar a McGregor por la presunta agresión sexual de 2018, se presentó una demanda civil por daños y perjuicios en el Tribunal Superior. Una portavoz de McGregor dijo en un comunicado que las acusaciones contra McGregor eran "categóricamente rechazadas" y que McGregor estaba "seguro de que la justicia prevalecerá" en el caso civil. En marzo de 2022, el Tribunal Superior dictó una orden de descubrimiento previo al juicio contra McGregor en el caso. La orden requiere que la Gardaí divulgue cierta información y documentos reunidos por ellos.

### Arresto por robo en Florida

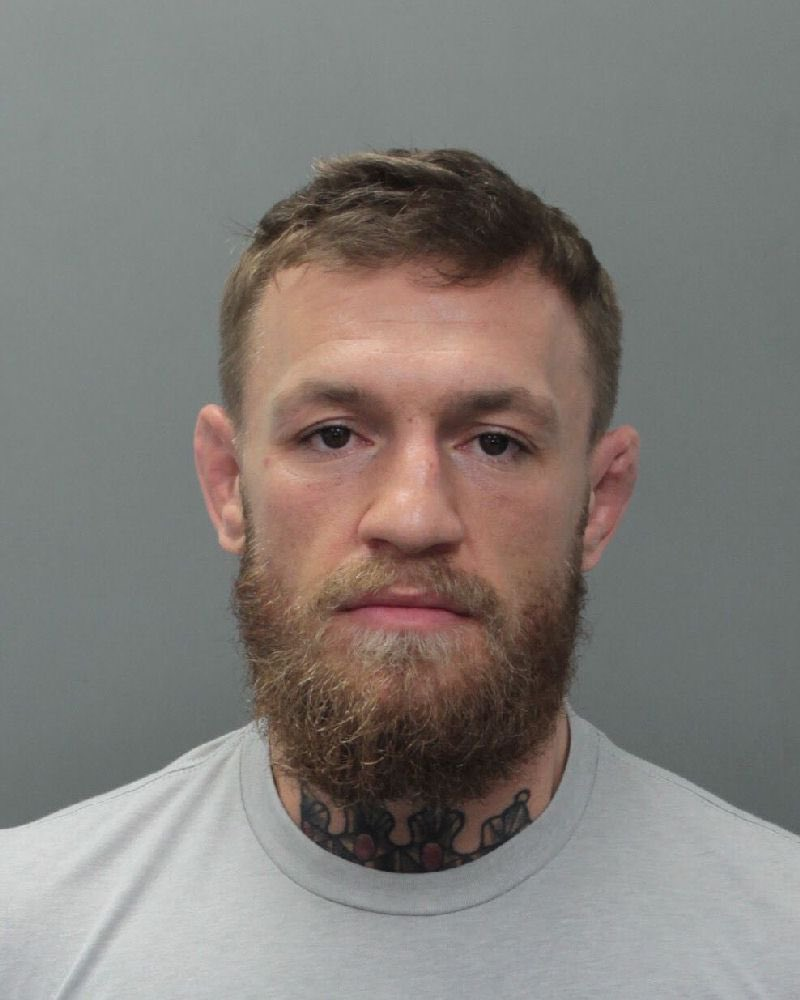
Foto policial de McGregor de marzo de 2019

El 11 de marzo de 2019, McGregor fue arrestado a las afueras del Fontainebleau Hotel de Miami Beach (Florida) después de un altercado con un fan. El informe policial indica que McGregor cogió el teléfono del fan mientras éste le estaba sacando fotos, lo estrelló contra el suelo y posteriormente se lo llevó. McGregor fue puesto en arresto por robo. McGregor estuvo en custodia por varias horas antes de ser liberado por una fianza de 5000 dólares. Un grupo de cámaras lo esperaban a la salida de la estación de policía en Miami. El 14 de marzo de 2019 surgió la noticia de que McGregor también se enfrenta a una denuncia del aficionado. El 8 de abril, el fanático abandonó la demanda civil contra McGregor. El 13 de mayo, se reveló que los cargos penales contra McGregor también habían sido retirados después de que el abogado del acusador dijera que McGregor había "recuperado" a su cliente, en referencia a un acuerdo extrajudicial que fue alcanzó.

### Agresión a Francesco Facchinetti
El 17 de octubre de 2021, McGregor presuntamente agredió a Francesco Facchinetti, músico y presentador de televisión italiano, en una discoteca de Roma, fracturándole la nariz delante de testigos y guardaespaldas. Unos días después, Facchinetti presentó cargos contra McGregor por la agresión.

### Presunta agresión en un yate
En enero de 2023, McGregor fue acusado de agredir a una mujer de 42 años a bordo de su yate en Ibiza, España, durante su fiesta de cumpleaños el 22 de julio de 2022. La mujer afirmó haber sido regañada por McGregor antes de ser agredida físicamente. Afirmó además que la obligaron a saltar del yate para escapar de McGregor y que se fracturó un brazo en el proceso. La mujer no presentó una declaración formal ante la policía española en el momento del incidente. En enero, prestó declaración formal ante la policía irlandesa, que posteriormente la compartió con sus homólogos españoles. La mujer también presentó una demanda civil contra McGregor por el presunto incidente. Después de hacer su declaración formal, el automóvil de la mujer fue incendiado afuera de su casa en Dublín. En febrero, se informó que arrojaron un ladrillo a través de una ventana de esa residencia. A finales de febrero de 2023, surgió la noticia de que el demandante había descontinuado la demanda, sin proporcionar más información.

### Incidente con la mascota de los Miami Heat
El 10 de junio de 2023, McGregor asistió al cuarto partido de las Finales de la NBA de 2023 en Miami, Florida, para promocionar su espray analgésico en un sketch con la mascota de los Miami Heat, Burnie. McGregor procedió a golpear al hombre disfrazado de mascota (el bailarín de los Heat, Chris Brown) y lo dejó inconsciente, pero luego le propinó un segundo golpe, potente y aparentemente fuera de lugar, en la mandíbula mientras Brown estaba en el suelo. Brown fue posteriormente atendido de urgencia en un hospital local y posteriormente dado de alta. La mayoría de los asistentes abuchearon a McGregor por sus acciones. El 13 de junio, tres días después del incidente, McGregor afirmó que "fue una parodia" y que "todo está bien" entre ambos.

### Arresto por agresión sexual en Córcega
El 10 de septiembre de 2020, McGregor fue arrestado en la isla francesa de Córcega bajo sospecha de intento de agresión sexual y exhibicionismo por un incidente presuntamente ocurrido en un bar. Tras dos días bajo custodia policial mientras era interrogado por la policía, fue puesto en libertad sin cargos. Ocho meses después, las autoridades francesas abandonaron la investigación por falta de pruebas.

### Filtracion de fotos comprometedoras
Entre el 13 y el 15 de julio de 2025, fotos comprometedoras de la vida de Conor Mcgregor fueron filtradas, el 13 de julio salieron a la luz unas fotos de Conor McGregor besando y compartiendo con una mujer ajena a su esposa en una playa, minutos después se le vio en una videollamada con su esposa e hijos.
El 14 de Julio, mismo día del cumpleaños de McGregor, la rapera estadounidense Azealia Banks publicó en su cuenta de X, fotos de su chat privado con el peleador y aseguraba que llevaban 10 años compartiendo "nudes", en la captura se puede ver que Mcgregor esta desnudo en su guardarropa y tiene una mancuerna tamaño miniatura en su parte íntima, junto con la leyenda "Lifting Weights", Levantando pesas o "Haciendo ejercicio" en español, se puede ver como McGregor finaliza diciendo "Don’t be a rat cos all rats get caught." No seas una rata/soplona, porque las ratas terminan cazadas. Mcgregor no opinó al respecto, solo subió fotos de su cumpleaños en el que se vio acompañado del rapero 50 Cent"

## Vida personal
McGregor tiene dos hermanas, llamadas Erin y Aoife. Ha estado en una relación con su novia Dee Devlin desde 2008. Su primer hijo, Conor Jack McGregor Jr., nació el 5 de mayo de 2017, y su segunda hija llamada Croia, nació el 4 de enero de 2019. El 17 de mayo de 2021 dio la bienvenida junto con su pareja a su tercer hijo, Rían. En junio de 2023 se hizo público que estaban esperando un cuarto hijo. Este nació en noviembre de 2023.
McGregor entrena seguido en el Mjölnir Gym en Reikiavik junto a su compañero y también peleador de UFC Gunnar Nelson. Ha declarado que no se adhiere a ningún ritual o superstición antes de una pelea porque cree que son "una forma de miedo".

## Campeonatos y logros
| - Ultimate Fighting Championship - Campeón de Peso Pluma (una vez) - Campeón de Peso Ligero (una vez) - Campeón Interino de Peso Pluma (una vez) - Primer peleador en ser campeón de dos divisiones simultáneamente en la UFC - Actuación de la Noche (siete veces) - KO de la Noche (una vez) - Pelea de la Noche (dos veces) - Finalización más rápida en un combate por el título (0:13) vs. José Aldo en UFC 194 - Mayor número de nócauts en la división de peso pluma (seis) - Portada del videojuego EA Sports UFC 2 (con Ronda Rousey) - Portada del videojuego EA Sports UFC 3 - Cage Warriors Fighting Championship - Campeón de peso ligero (una vez) - Campeón de peso pluma (una vez) - Único campeón de dos divisiones simultáneamente en Cage Warriors - World MMA Awards - Luchador Internacional del Año (2014) - Luchador Internacional del Año (2015) - Luchador del Año (2015) - Severe MMA - Luchador Irlandés del Año (2014) - Luchador Irlandés del Año (2015) - Luchador del Año (2015) - Sherdog - Luchador más Progresado del Año (2014) - Evento del Año (2015, UFC 194) - KO del Año (2015) vs. José Aldo en UFC 194 - Luchador del Año (2015) - TheMMACommunity - Luchador Masculino del Año (2015) - Combat Press - Luchador de progreso más rápido del Año (2014) - Evento del Año (2015, UFC 189) - Luchador del Año (2015) | - Bleacher Report - Luchador del Año (2015) - MMA Mania - Evento del Año (2015, UFC 189) - Luchador del Año (2015) - MMA Fighting - Evento del Año (2015, UFC 189) - Luchador del Año (2015) - MMA Junkie - KO del Mes (diciembre de 2015) - Luchador del Año (2015) - MMAInsider.net - Revelación en UFC (2013) - Wrestling Observer Newsletter - Mejor en Entrevistas (2015) - Feudo del Año (2015) - Luchador más Destacado (2015) |

## Récord en artes marciales mixtas
| Récord profesional | Récord profesional | Récord profesional |
| 28 peleas          | 22 victorias       | 6 derrotas         |
| ------------------ | ------------------ | ------------------ |
| Nocaut             | 19                 | 2                  |
| Sumisión           | 1                  | 4                  |
| Decisión           | 2                  | 0                  |

| Resultado | Récord | Oponente            | Método                            | Evento                                    | Fecha                    | Ronda | Tiempo | Localización            | Notas |
| --------- | ------ | ------------------- | --------------------------------- | ----------------------------------------- | ------------------------ | ----- | ------ | ----------------------- | --- |
| Derrota   | 22–6   | Dustin Poirier      | TKO (parada médica)               | UFC 264                                   | 10 de julio de 2021      | 1     | 5:00   | Paradise, Nevada        | Conor sufrió una lesión (pierna rota) y no pudo continuar la pelea.                                                                       |
| Derrota   | 22–5   | Dustin Poirier      | TKO (golpes)                      | UFC 257                                   | 23 de enero de 2021      | 2     | 2:32   | Abu Dabi                | Retorno al peso ligero. |
| Victoria  | 22–4   | Donald Cerrone      | TKO (patada a la cabeza y golpes) | UFC 246                                   | 18 de enero de 2020      | 1     | 0:40   | Paradise, Nevada        | Pelea de peso welter. Actuación de la Noche.                                                                                              |
| Derrota   | 21–4   | Khabib Nurmagomedov | Sumisión (neck crank)             | UFC 229                                   | 6 de octubre de 2018     | 4     | 3:03   | Paradise, Nevada        | Por el Campeonato de Peso Ligero de UFC.                                                                                                  |
| Victoria  | 21–3   | Eddie Alvarez       | TKO (golpes)                      | UFC 205                                   | 12 de noviembre de 2016  | 2     | 3:04   | New York City, New York | Ganó el Campeonato de Peso Ligero de UFC; Luego dejó vacante el título. Actuación de la Noche; (Retorno peso ligero).                     |
| Victoria  | 20–3   | Nate Diaz           | Decisión (mayoritaria)            | UFC 202                                   | 20 de agosto de 2016     | 5     | 5:00   | Las Vegas, Nevada       | Pelea de la Noche. |
| Derrota   | 19–3   | Nate Diaz           | Sumisión (rear naked choke)       | UFC 196                                   | 5 de marzo de 2016       | 2     | 4:12   | Las Vegas, Nevada       | Pelea de la Noche; Debut peso wélter. |
| Victoria  | 19–2   | José Aldo           | KO (golpe)                        | UFC 194                                   | 12 de diciembre de 2015  | 1     | 0:13   | Las Vegas, Nevada       | Ganó y Unificó el Campeonato de Peso Pluma de UFC; Actuación de la Noche; Nocaut más rápido en pelea por el título en la historia de UFC. |
| Victoria  | 18–2   | Chad Mendes         | TKO (golpes)                      | UFC 189                                   | 11 de julio de 2015      | 2     | 4:57   | Las Vegas, Nevada       | Ganó el Campeonato Interino de Peso Pluma de UFC; Actuación de la Noche.                                                                  |
| Victoria  | 17–2   | Dennis Siver        | TKO (golpes)                      | UFC Fight Night: McGregor vs. Siver       | 18 de enero de 2015      | 2     | 1:54   | Boston, Massachusetts   | Actuación de la Noche. |
| Victoria  | 16–2   | Dustin Poirier      | KO (codazo y golpes)              | UFC 178                                   | 27 de septiembre de 2014 | 1     | 1:46   | Las Vegas, Nevada       | Actuación de la Noche. |
| Victoria  | 15–2   | Diego Brandão       | TKO (golpes)                      | UFC Fight Night: McGregor vs. Brandão     | 19 de julio de 2014      | 1     | 4:05   | Dublín                  | Actuación de la Noche. |
| Victoria  | 14–2   | Max Holloway        | Decisión (unánime)                | UFC Fight Night: Shogun vs. Sonnen        | 17 de agosto de 2013     | 3     | 5:00   | Boston, Massachusetts   | |
| Victoria  | 13–2   | Marcus Brimage      | TKO (golpes)                      | UFC on Fuel TV: Mousasi vs. Latifi        | 6 de abril de 2013       | 1     | 1:07   | Estocolmo               | KO de la Noche; Retorno Peso pluma. |
| Victoria  | 12–2   | Ivan Buchinger      | KO (golpe)                        | Cage Warriors 51                          | 31 de diciembre de 2012  | 1     | 3:40   | Dublín                  | Ganó el Campeonato de Peso Ligero de Cage Warriors; Retorno peso ligero.                                                                  |
| Victoria  | 11–2   | Dave Hill           | Sumisión (rear naked choke)       | Cage Warriors 47                          | 2 de junio de 2012       | 2     | 4:10   | Dublín                  | Ganó el Campeonato de Peso Pluma de Cage Warriors.                                                                                        |
| Victoria  | 10–2   | Steve O'Keefe       | KO (codazos)                      | Cage Warriors 45                          | 18 de febrero de 2012    | 1     | 1:33   | Kentish Town            | |
| Victoria  | 9–2    | Aaron Jahnsen       | TKO (golpes)                      | Cage Warriors: Fight Night 2              | 8 de septiembre de 2011  | 1     | 3:29   | Amán                    | Pelea peso ligero. |
| Victoria  | 8–2    | Artur Sowinski      | TKO (golpes)                      | Celtic Gladiator 2: Clash of the Giants   | 11 de junio de 2011      | 2     | 1:12   | Portlaoise              | |
| Victoria  | 7–2    | Paddy Doherty       | KO (golpe)                        | Immortal FC 4                             | 16 de abril de 2011      | 1     | 0:04   | Letterkenny             | |
| Victoria  | 6–2    | Mike Wood           | KO (golpes)                       | Cage Contender 8: Fields vs. Redmond      | 12 de marzo de 2011      | 1     | 0:16   | Dublín                  | |
| Victoria  | 5–2    | Hugh Brady          | TKO (golpes)                      | Chaos FC 8                                | 12 de febrero de 2011    | 1     | 2:31   | Derry                   | |
| Derrota   | 4–2    | Joe Duffy           | Sumisión (arm-triangle choke)     | Cage Warriors 39                          | 27 de noviembre de 2010  | 1     | 0:38   | Cork                    | Pelea peso ligero. |
| Victoria  | 4–1    | Connor Dillon       | TKO (parada del equipo)           | Chaos FC 7                                | 9 de octubre de 2010     | 1     | 4:22   | Derry                   | |
| Victoria  | 3–1    | Stephen Bailey      | TKO (golpes)                      | K.O. The Fight Before Christmas           | 12 de diciembre de 2008  | 1     | 1:22   | Dublín                  | |
| Derrota   | 2–1    | Artemij Sitenkov    | Sumisión (kneebar)                | Cage of Truth 3                           | 28 de junio de 2008      | 1     | 1:10   | Dublín                  | Debut peso pluma. |
| Victoria  | 2–0    | Mo Taylor           | TKO (golpes)                      | Cage Rage Contenders: Ireland vs. Belgium | 3 de mayo de 2008        | 1     | 1:06   | Dublín                  | |
| Victoria  | 1–0    | Gary Morris         | TKO (golpes)                      | Jaula de la Verdad 2                      | 8 de marzo de 2008       | 2     | 1:30   | Dublín                  | |

## Récord en boxeo
| Resultado | Récord | Rival            | Método | Asalto - Tiempo | Fecha                | Localización                      | Título                                                                         |
| Derrota   | 0-1    | Floyd Mayweather | TKO    | 10 (12) - 1:05  | 26 de agosto de 2017 | T-Mobile Arena, Las Vegas, Nevada | Debut en Boxeo profesional Debut en el Peso Superwélter Por el WBC Money Belt. |

## Peleas en Pay-per-view

### Artes marciales mixtas
| N.º            | Evento         | Pelea                  | Fecha                   | Sede                   | Ciudad                            | Compras de PPV |
| -------------- | -------------- | ---------------------- | ----------------------- | ---------------------- | --------------------------------- | -------------- |
| 1.             | UFC 189        | Mendes vs. Mcgregor    | 11 de julio de 2015     | MGM Grand Garden Arena | Las Vegas, Nevada, Estados Unidos | 825,000        |
| 2.             | UFC 194        | Aldo vs. Mcgregor      | 12 de diciembre de 2015 | MGM Grand Garden Arena | Las Vegas, Nevada, Estados Unidos | 1,200,000      |
| 3.             | UFC 196        | Mcgregor vs. Diaz      | 5 de marzo de 2016      | MGM Grand Garden Arena | Las Vegas, Nevada, Estados Unidos | 1,317,000      |
| 4.             | UFC 202        | Mcgregor vs. Diaz 2    | 20 de agosto de 2016    | T-Mobile Arena         | Las Vegas, Nevada, Estados Unidos | 1,650,000      |
| 5.             | UFC 205        | Alvarez vs. Mcgregor   | 12 de noviembre de 2016 | Madison Square Garden  | New York, Estados Unidos          | 1,300,000      |
| 6.             | UFC 229        | Khabib vs. Mcgregor    | 6 de octubre de 2018    | T-Mobile Arena         | Las Vegas, Nevada, Estados Unidos | 2,400,000      |
| 7.             | UFC 246        | Mcgregor vs. Cowboy    | 18 de enero de 2020     | T-Mobile Arena         | Las Vegas, Nevada, Estados Unidos | 1,000,000      |
| 8.             | UFC 257        | Poirier vs. Mcgregor 2 | 24 de enero de 2021     | Etihad Arena           | Abu Dhabi, Emiratos Árabes Unidos | 1,600,000      |
| 9.             | UFC 264        | Poirier vs. Mcgregor 3 | 10 de julio de 2021     | T-Mobile Arena         | Las Vegas Nevada, Estados Unidos  | 1,800,000      |
| Ventas totales | Ventas totales | Ventas totales         | Ventas totales          | Ventas totales         | Ventas totales                    | 13,342,000     |

### Boxeo
| N.º   | Fecha                | Pelea                   | Facturación     | Red                 | Compras   | Ingresos     | Fuentes |
| ----- | -------------------- | ----------------------- | --------------- | ------------------- | --------- | ------------ | ------- |
| 1     | 26 de agosto de 2017 | Mayweather vs. McGregor | The Money Fight | Showtime (US)       | 4,300,000 | $492,785,000 | [ 176 ] |
| 1     | 26 de agosto de 2017 | Mayweather vs. McGregor | The Money Fight | Sky Box Office (UK) | 1,007,000 | £20,089,650  | [ 177 ] |
| Total | Total                | Total                   | Total           | Total               | 5,307,000 | 512,874,650  |         |

## Filmografía

### Película
| Año  | Título                    | Rol      | Notas      | Ref.    |
| ---- | ------------------------- | -------- | ---------- | ------- |
| 2017 | Conor McGregor: Notorious | El mismo | Documental | [ 178 ] |
| 2024 | Road House                | Knox     | Película   | [ 179 ] |

### Televisión
| Año  | Título           | Rol      | Notas      | Ref.    |
| ---- | ---------------- | -------- | ---------- | ------- |
| 2023 | McGregor Forever | El mismo | Documental | [ 180 ] |

### Videojuego
| Año  | Título                         | Rol                     | Notas   |
| ---- | ------------------------------ | ----------------------- | ------- |
| 2014 | EA Sports UFC                  | El mismo                |         |
| 2016 | EA Sports UFC 2                | El mismo                |         |
| 2016 | Call of Duty: Infinite Warfare | Capitán Bradley Fillion | [ 181 ] |
| 2018 | EA Sports UFC 3                | El mismo                |         |
| 2020 | EA Sports UFC 4                | El mismo                | [ 182 ] |
| 2023 | EA Sports UFC 5                | El mismo                |         |